# گالین
گالین (به آلمانی: Gallin) یک شهر در آلمان است که در لودویگسلوست-پارشیم واقع شده‌است. گالین ۵۱۹ نفر جمعیت دارد.